# 川根本町立中川根中学校
川根本町立中川根中学校は、静岡県榛原郡川根本町上長尾にあった公立中学校である。静岡県立川根高等学校や川根本町立本川根中学校、また、近隣の小学校とも連携をしている。通称「中中」。2024年三ツ星小学校と統合し義務教育学校川根本町立三ツ星学園となる

## 付近
- 川根本町立三ツ星小学校
- 川根本町役場

## 交通
- 川根本町営バス「役場前」下車後、徒歩4分程度。
- 大井川鐵道田野口駅下車後、徒歩10分程度。